# Platycerus vicinus
Platycerus vicinus is een keversoort uit de familie vliegende herten (Lucanidae). De wetenschappelijke naam van de soort is voor het eerst geldig gepubliceerd in 2004 door Gusakov.